# Tsubetsu
Tsubetsu (japanska: 津別町?, Tsubetsu-chō) är en landskommun (köping) i Hokkaido prefektur i Japan. 